# جيمي ليتش
جيمي ليتش (بالإنجليزية: Jamie Leach)‏ هو لاعب هوكي الجليد أمريكي وكندي، ولد في 25 أغسطس 1969 في وينيبيغ في كندا.

## وصلات خارجية
- جيمي ليتش على موقع دوري الهوكي الوطني (الإنجليزية)
- جيمي ليتش على موقع قاعة مشاهير الهوكي (لاعب أن.إتش.أل) (الإنجليزية)
- جيمي ليتش على موقع EliteProspects.com (الإنجليزية)
- جيمي ليتش على موقع HockeyDB.com (الإنجليزية)
- جيمي ليتش على موقع Hockey-Reference.com (الإنجليزية)